# Cratere Sor Juana
Sor Juana  è un cratere sulla superficie di Mercurio.